# Synamphisopus doegi
Synamphisopus doegi är en kräftdjursart som beskrevs av Wilson och Keable 2002C. Synamphisopus doegi ingår i släktet Synamphisopus och familjen Phreatoicopsidae. Inga underarter finns listade i Catalogue of Life.